# Elionor Juliana de Brandenburg-Ansbach
Elionor Juliana de Brandenburg-Ansbach (en alemany Eleonore Juliane von Brandenburg-Ansbach) va néixer a Ansbach el 23 d'octubre de 1663 i va morir a la mateixa ciutat el 4 de març de 1724. Era filla d'Albert II de Brandenburg-Ansbach
(1620-1667) i de Sofia Margarida d'Oettingen-Oettingen (1634-1664).

## Matrimoni i fills
El 31 d'octubre de 1682 es va casar a Ansbach amb el duc Frederic Carles de Wurttemberg-Winnental (1652-1697), fill del duc Eberhard III (1614-1674) i d'Anna Caterina de Salm-Kyrburg (1614-1655). El matrimoni va tenir set fills:
- Carles Alexandre (1684-1737), duc de Wurttemberg-Winnental, i després duc de Wurtemberg (1733-1737), casat amb Maria Augusta de Thurn i Taxis (1706-1756).
- Dorotea (1685-1687)
- Frederic (1686-1693)
- Enric (1687-1734)
- Maximilià (1689-1709)
- Frederic Carles (1690-1734) mort a la batalla de Guastalla, i casat amb Úrsula de Alten Brockum (1706-1743).
- Cristiana (1694-1729). casada amb Guillem de Brandeburg-Ansbach (1685-1723).

Després de la mort del seu marit, Elionor Juliana va tornar al seu país natal, a Ansbach el 1710.